# سيشو

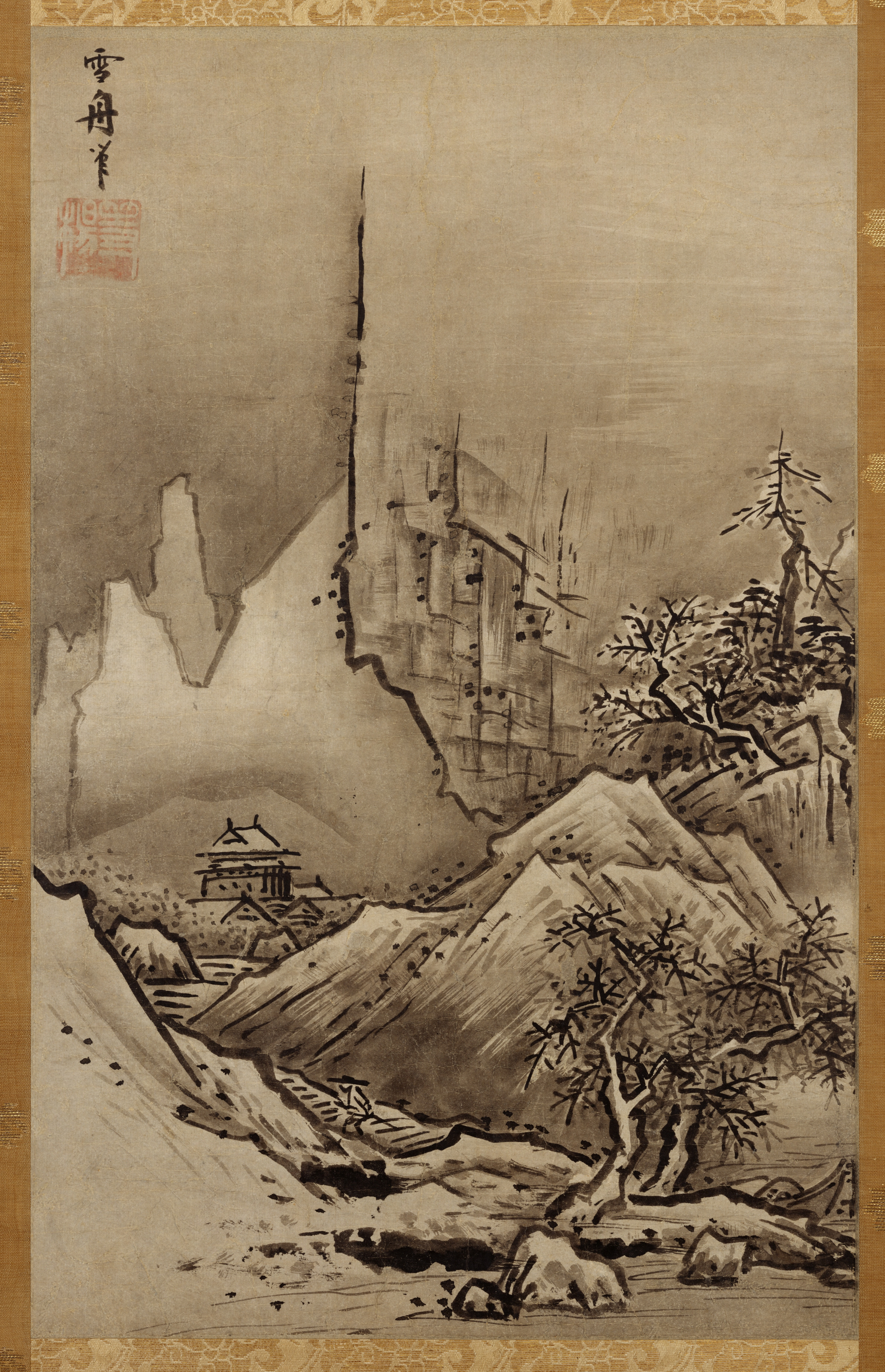
منظر لفصل الخريف (سيشو).

سيشو تويو (باليابانية: 雪舟 等楊) عاش (1420-1506 م) هو رسام وراهب بوذي ياباني، يعتبر من أكبر فناني الحبر الصيني في اليابان.

## حياته
أصبح في سن العاشرة من أتباع طائفة زن. غادر «سيشو» مقاطعته الأصلية عام 1440 م، ثم صار من تلاميذ «شينبون»، الراهب البوذي والذي كان يعد من كبار الرسامين في عصره. على عكس معاصريه، لم يتأثر «سيشو» بمدرسة الرسم الصينية المعاصرة لأسرة «مينغ»، كانت ميولاته تصب أكثر في اتجاه مدرسة رسامي الطبيعة الصينيين على غرار «ما يوان» و«شيا غي» المعاصرين لحكم أسرة «سونغ».
في سن الـ21 انعزل في أحد الأديرة البوذية بالقرب من «ياماغوتشي». قام برحلة سنة 1467 م إلى الصين، استقر لمدة عامين في البلاط الإمبراطوري في بكين. بعد عودته إلى اليابان، غلبت على رسوماته للفترة اللاحقة التأثيرات الصينية. قام بعمل رسومات على الحواجب الخشبية (أثاث يتخذ لستر بعض الأجزاء من الغرفة) والأسطوانات (تتخذ للزينة)، مثل عليها أشكال زهور، مناظر طبيعية، وبعض الشخصيات من عالم زن.
فتح سنة 1476 م، ورشة للرسم بالقرب من «أو-إيتا»، قام إنجاز بعض الأعمال الجديدة كما ألقى دروسا في الرسم. عاد مرة أخرى إلى «ياماغوتشي» عام 1486 م، ليستقر فيها نهائيا. عرف عنه أسلوبه الحاد في الرسم، كان يحدد مواضيعه من خلال خطوط دقيقة ومنجزة بإحكام. من بين أبرز أعماله: الحاجبين الخشبيين «زهور وأشجار العرعر» (توجد اليوم في مجموعة كوساكا -طوكيو).

## روابط خارجية
- سيشو على موقع الموسوعة البريطانية (الإنجليزية)

## روابط
- روابط لمعارض للوحات سيشو: من موقع artcyclopedia.